# Мюльбергелла
Мюльбергелла (лат. Muehlbergella) — монотипный род травянистых растений семейства Колокольчиковые (Campanulaceae). Включает единственный вид — Мюльбергелла Оверина (Muehlbergella oweriniana). Один из немногих родов флоры России, являющийся эндемичным.
Род назван в честь швейцарского геолога и ботаника Фридриха Мюльберга. Вид назван в честь русского топографа и коллектора растений Александра Павловича Оверина.

## Распространение
Эндемик Дагестана. Известны три популяции, находящиеся в Унцукульском (село Гимры и посёлок Шамилькала) и Гумбетовском (село Чирката) районах в районе слияния рек Аварское Койсу и Андийское Койсу на общей площади около 40 км2.

## Синонимы
Рода
- Muehlenbergella auct., orth. var. — Мюленбергелла, или Мюхленбергелла

Вида
- Edraianthus owerinianus (Rupr.) Boiss. (1875) — Эдрайант Оверина
- Hedranthus owerinianus Rupr. (1867)basionym
- Muehlbergella oweriana auct., orth. var.